# Фотометрическая светимость
В фотометрии, светимость — это световая величина, представляющая собой световой поток излучения, испускаемого с малого участка светящейся поверхности единичной площади. Она равна отношению светового потока, исходящего от рассматриваемого малого участка поверхности, к площади этого участка, где dΦv — световой поток, испускаемый участком поверхности площадью dS. Светимость в Международной системе единиц (СИ) измеряется в лм/м². 1 лм/м² — это светимость поверхности площадью 1 м2, излучающей световой поток, равный 1 лм.
Экспериментально определено, что допустимая норма светимости офисных, растровых светодиодных светильников с площадью излучения 60*60см (при стандартной высоте установки 2,5-3 метра), составляет 2 — 4 лм/кв.см. (2 лм/кв.см. — комфортный уровень, 4 лм/кв.см. — предельный уровень, на грани возникновения ослепленности).
Для бОльших монтажных высот (от 4 метров до 8 метров) промышленных светильников, рекомендуется не допускать превышения светимости излучателей более 15-17 лм/кв.см, что неизбежно вызывает ослепленность персонала даже при широкой кривой силы света.
Для высот светового излучения от 8 до 12 метров (промышленное и уличное освещение) корректнее говорить о габаритной яркости светильников с учетом телесного угла излучения и в зависимости от рода деятельности.
При высотах более 12 метров габаритная яркость может быть превышена в случае, если у работников нет необходимости прямого визуального контакта с излучателем через отражающие или зеркальные поверхности, и нет необходимости поднимать голову вверх, к источнику излучения, для взгляда на рабочую поверхность (как в современных складских комплексах).
Также необходимо учитывать требования безопасности работ в ночное время или в темных помещениях, а именно — не допускать чрезмерной блескости освещения, при которой в поле зрения наблюдателя присутствует световое или цветовое загрязнение.